# Homo longi
Homo longi ou homem dragão, em referência ao nome da região do nordeste da China onde o crânio fóssil foi encontrado, é um tipo do gênero Homo extinto descoberto em Heilongjiang e viveu na Ásia há pelo menos 146.000 anos e que seria o parente evolutivo mais próximo do Homo sapiens.

## Etimologia
O nome específico de H. longi vem da província onde o espécime foi descoberto, Heilongjiang. O significado literal de Hei-long-jiang (黑龍江) em mandarim é "Rio do Dragão Negro", daí o apelido de "Homem Dragão" (chinês tradicional: 龍人, chinês simplificado: 龙人).